# اليد البيضاء
اليد البيضاء (بالإسبانية: Mano Blanca) هي منظمة شبه عسكرية يمينية غواتيمالية معادية للشيوعية، أسست سنة 1966 لمنع خوليو سيزار منديز مانتينيغرو من تنصيبه رئيسا لغواتيمالا. كانت المنظمة مستقلة في البداية عن الحكومة، لكن تم استيعابها في جهاز مكافحة الإرهاب في الدولة الغواتيمالية وتطورت إلى وحدة شبه عسكرية من القوات المسلحة الغواتيمالية، وكانت مسؤولة عن قتل وتعذيب الآلاف من الناس في المناطق الريفية في غواتيمالا. تلقت المنظمة الدعم من الحكومة والجيش الغواتيمالي، بالإضافة إلى الولايات المتحدة. اسم الفرقة الكامل هو حركة العمل القومي المنظم (بالإسبانية: Movimiento de Acción Nacionalista Organizado). لا يستخدم هذا الاسم بشكل واسع، حيث تعرف شعبيا باسم «اليد البيضاء».